# Schistophleps albida
Schistophleps albida är en fjärilsart som beskrevs av Walker 1864. Schistophleps albida ingår i släktet Schistophleps och familjen björnspinnare. Inga underarter finns listade.